# محمدمهدی اردبیلی
محمدمهدی اردبیلی (زادهٔ ۱۳۶۱) فیلسوف، نویسنده، مترجم، مدرس فلسفه و عضو سابق هیئت علمی پژوهشگاه علوم انسانی و مطالعات فرهنگی است. او دانش‌آموختهٔ دکتریِ فلسفهٔ غرب از دانشگاه تبریز است و پژوهش‌هایش عمدتاً در حوزهٔ ایدئالیسم آلمانی، به‌ویژه فلسفه هگل می‌باشد. کتاب او با نامِ آگاهی و خودآگاهی در پدیدارشناسی روح هگل مورد توجه منتقدان قرار گرفت. کتاب پرتابهای فلسفۀ او به‌عنوان نمونه‌ای از جستارنویسی فلسفی در زبان فارسی مطرح شده‌است. همچنین وی به‌همراه مسعود حسینی ترجمه‌ای از کتاب پدیدارشناسی روح هگل منتشر کرده‌است. وی دو سال پس از کناره‌گیری از فضای عمومی و فعالیت‌های پژوهشی و آکادمیک، در اردیبهشت سال ۱۴۰۱ نظام فلسفی نوینی تحت عنوان «اصول مبارزه در زمانۀ نیهیلیسم» ارائه داد که در سایت شخصی‌اش و به‌رایگان منتشر شد. این کتاب تا کنون مناقشات و واکنش‌های بسیاری برانگیخته است. او سپس رسماً از سمت خود به‌عنوان عضو هیئت علمی در پژوهشگاه علوم انسانی و مطالعات فرهنگی استعفا داد و طی اطلاعیه‌ای اعلام کرد که دیگر هیچ شغلی نخواهد داشت، همه‌ی فعالیت‌هایش به‌رایگان عرضه خواهند شد و زندگی‌ای مبتنی بر کمک‌های مردمی (donation-base) را برگزیده است.

### تألیف
- آگاهی و خودآگاهی در پدیدارشناسی روح هگل، محمدمهدی اردبیلی، تهران: روزبهان، ۱۳۹۰
- هگل: از متافیزیک به پدیدارشناسی، محمدمهدی اردبیلی، تهران: علمی، ۱۳۹۴
- ما و هگل (مجموعه مقالات و گفتگوها)، محمدمهدی اردبیلی (ویرایش و گردآوری)، تهران: هرمس، ۱۳۹۶.
- ایدئالیسم آلمانی (کانت، فیشته، شلینگ، هگل)، محمدمهدی اردبیلی و سیدمسعود حسینی، تهران: انتشارات سمت، ۱۳۹۸.
- پرتاب‌های فلسفه، محمدمهدی اردبیلی، تهران: ققنوس، ۱۳۹۹.
- فلسفۀ فرهنگ: از هردر تا هگل، محمدمهدی اردبیلی، تهران: پژوهشگاه علوم انسانی و مطالعات فرهنگی، ۱۳۹۹.
- اصول مبارزه در زمانۀ نیهیلیسم، محمدمهدی اردبیلی، انتشار اینترنتی، ۱۴۰۱.

### ترجمه
- می ۶۸ در فرانسه، ژیل دلوز، میشل لووی، الن بدیو، ارنست مندل، ترجمهٔ محمدمهدی اردبیلی و سمیرا رشیدپور، تهران: رخ داد نو، ۱۳۸۹
- خودآگاهی هگلی و پساساختارگرایان فرانسوی، دیوید شرمن، محمدمهدی اردبیلی (مترجم)، پیام ذوقی (مترجم)، تهران: رخ داد نو، ۱۳۹۰، (ویراست دوم، نشر نی، ۱۳۹۸).
- دفترهای سیاست مدرن ۱ (پنج متن سیاسی از هگل)، گئورگ ویلهلم فریدریش هگل، محمدمهدی اردبیلی (مترجم)، تهران: روزبهان، ۱۳۹۱
- نقادی نقد عقل محض (ترجمه فارسی مقالاتی دربارهٔ کتاب نقد عقل محض کانت)، مهدی محمدی اصل و محمدمهدی اردبیلی، تهران: بیدگل، ۱۳۹۲
- واسازی هگل (نقدهای دریدا بر هگل)، محمدمهدی اردبیلی (مترجم)، مهدی پارسا (مترجم)، تهران: رخداد نو، ۱۳۹۲
- هگل و پدیدارشناسی روح، رابرت استرن، محمدمهدی اردبیلی (مترجم)، سیدمحمدجواد سیدی (مترجم)، تهران: ققنوس، ۱۳۹۳
- هگل (دانشنامه فلسفه استنفورد-۱۷)، پل ردینگ، محمدمهدی اردبیلی (مترجم)، تهران: ققنوس، ۱۳۹۳
- متافیزیک ینا، گئورگ ویلهلم فریدریش هگل، محمدمهدی اردبیلی (مترجم)، تهران: حکمت، ۱۳۹۵
- یاکوبی (دانشنامه فلسفهٔ استنفورد-۶۶)، جرج دی جووانی، محمدمهدی اردبیلی (مترجم)، تهران: ققنوس، ۱۳۹۵
- وحدت اشیاء: هگل، کانت و ساختار ابژه، رابرت استرن، محمدمهدی اردبیلی (مترجم)، مهدی محمدی اصل (مترجم)، تهران: ققنوس، ۱۳۹۷
- سویه‌ها: مطالعه‌ای در فلسفۀ هگل، تئودور آدورنو، محمدمهدی اردبیلی (مترجم)، حسام سلامت (مترجم)، یگانه خویی (مترجم)، تهران: ققنوس، ۱۳۹۷.
- فلسفهٔ قاره ای از ۱۷۵۰ (طلوع و افول خود)، رابرت سی سالمن، محمدمهدی اردبیلی (مترجم)، تهران: انتشارات سمت، ۱۳۹۷.
- پدیدارشناسی روح، گئورگ ویلهلم فریدریش هگل، سید مسعود حسینی و محمد مهدی اردبیلی (مترجم)، تهران: نی، ۱۳۹۹.
- آیندۀ هگل: پلاستیسیته، زمانمندی و دیالکتیک، کاترین مالابو، سعید تقوایی ابریشمی و محمدمهدی اردبیلی (مترجم)، تهران: نی، ۱۴۰۱.